# Mokijiwci
Mokijiwci (ukr. Мокіївці) – wieś na Ukrainie, w obwodzie chmielnickim, w rejonie szepetowskim, w hromadzie Łenkiwci nad rzeką Ponora. W 2001 roku liczyła 870 mieszkańców.
Znajduje się tu przystanek kolejowy Mokijiwci, położony na linii Szepetówka-Starokonstantynów.
Pierwsze wzmianki o miejscowości pochodzą z końca XVIII wieku.
We wsi urodziła się Jadwiga Witkiewiczowa.